# Ad Tak
Adrianus Johannes "Ad" Tak (Oud Gastel, 8 juni 1953) is een Nederlands voormalig professioneel wielrenner. Hij reed voor Transvemij en Elro Snacks. Zijn belangrijkste overwinningen zijn de 8e etappe van de Ronde van Oostenrijk in 1975, het Nederlands kampioenschap voor amateurs in 1975 en de Ronde van Boskoop in 1985. Verder behaalde hij enkele ereplaatsen in de Milk Race.
Tak deed namens Nederland mee aan de Olympische Spelen van 1976 in Montreal op de individuele wegwedstrijd. Hij eindigde als 50e.
Ad Tak is een neef van oud wielrenner Anton Tak.

## Overwinningen
1974
- Criterium van Hulst (Amateurs)

1975
- Nederlands kampioen wielrennen op de weg bij de amateurs

1978
- Criterium van Sint-Jansteen (Amateurs)
- Criterium van Oud-Vossemeer (Amateurs)

1985
- 3e etappe Zes van Rijn en Gouwe

## Grote rondes
Geen
Appeldoorn · 
Bogaert · 
Daems · 
De Beule · 
De Cnijf · 
Jonkers · 
Krikilion · 
Nevels · 
Nieuwdorp · 
Rossel · 
Smit · 
Tak · 
van Vlimmeren · 
Verleyen · 
Wekema